# Sunoco
Sunoco (NYSE : SUN) est un groupe pétrolier et pétrochimique américain, dont le siège social se trouve à Philadelphie en Pennsylvanie. L'entreprise d'origine fut fondée en 1886 à Pittsburgh. Le groupe emploie environ 15 000 personnes. Sunoco est une filiale de Energy Transfer Partners.

## Histoire
L'entreprise a porté successivement le nom de Sun Company Inc. (1886 à 1920 et 1976 à 1998), de Sun Oil Co. (1920 à 1976), et enfin Sunoco.
En avril 2017, Seven & I Holdings annonce l'acquisition de 1 100 stations services de Sunoco sur les 1 350 que ce dernier possède, pour 3,3 milliards de dollars.
En janvier 2024, Sunoco annonce l'acquisition pour 7,3 milliards de dollars de NuStar Energy, entreprise américaine spécialisée dans les infrastructures de stockages et de transports pétroliers.
En mai 2025, Sunoco annonce l'acquisition de Parkland, une entreprise canadienne de distribution et de production d'essence, pour 9,1 milliards de dollars.

## Communication
Depuis 2004, Sunoco est le fournisseur officiel de carburants de la NASCAR.